# Xenia (Ohio)
 For alternative betydninger, se Xenia. (Se også artikler, som begynder med Xenia)
Xenia er en amerikansk by og administrativt centrum i det amerikanske county Greene County, i staten Ohio. I 2000 havde byen et indbyggertal på 24.164.

## Ekstern henvisning
- Xenias hjemmeside (engelsk)

39°41′01″N 83°56′17″V / 39.6836°N 83.9381°V